# Euclides (månekrater)
Euclides er et lille nedslagskrater på Månen. Det befinder sig på Månens forside og er opkaldt efter den græske matematiker Euclid (? – ca. 300 f.Kr.).
Navnet blev officielt tildelt af den Internationale Astronomiske Union (IAU) i 1935. 

## Omgivelser
Euclideskrateret ligger nær den østlige rand af Oceanus Procellarum, omkring 30 km vest for Montes Riphaeus-bjergene. Maret i nærheden er uden betydende kratere, men mod vest findes et område med lave bakker. 

## Karakteristika
Euclides er skålformet med cirkulær rand. Det er omgivet af striber af udkastet materiale, som har højere albedo end maret nær ved. Dette tågeagtige dække af lyst tonet materiale gør krateret meget fremtrædende, når Solen står højt over det, og det er et af de klareste steder på Månen.

## Euclides D
"Euclides D" er et lille nedslagskrater i Mare Cognitum. Det har en diameter på 6 km og en dybde på 1,3 kilometer. Det ligger sydøst for Euclideskrateret, på den anden side af Montes Riphaeus-bjergene.
I 1976 blev "Euclides D" omdøbt til Eppinger af IAU for at hædre Hans Eppinger, en professor i patologisk anatomi ved universitetet i Graz. Da Eppingers forbindelse med de nazistiske koncentrationslejre kom til IAUs kendskab i 2002, blev kraterets navn ført tilbage.

## Satellitkratere
De kratere, som kaldes satellitter, er små kratere beliggende i eller nær hovedkrateret. Deres dannelse er sædvanligvis sket uafhængigt af dette, men de får samme navn som hovedkrateret med tilføjelse af et stort bogstav. På kort over Månen er det en konvention at identificere dem ved at placere dette bogstav på den side af satellitkraterets midte, som ligger nærmest hovedkrateret. Euclideskrateret har følgende satellitkratere:
| Euclides | Længde  | Bredde  | Diameter |
| -------- | ------- | ------- | -------- |
| C        | 13.2° S | 30.0° W | 10 km    |
| D        | 9.4° S  | 25.7° W | 6 km     |
| E        | 6.3° S  | 25.1° W | 4 km     |
| F        | 6.3° S  | 33.7° W | 5 km     |
| J        | 6.4° S  | 28.5° W | 4 km     |
| K        | 4.2° S  | 24.7° W | 6 km     |
| M        | 10.4° S | 28.2° W | 6 km     |
| P        | 4.5° S  | 27.6° W | 66 km    |

Det følgende krater har fået nyt navn af IAU:
- Euclides B — Se Normankrateret.

## Måneatlas
- Billeder af Euclideskrateret i LPI-måneatlasset